# Марсаља
Марсаља (итал. Marsaglia) је насеље у Италији у округу Кунео, региону Пијемонт.
Према процени из 2011. у насељу је живело 89 становника. Насеље се налази на надморској висини од 597 м.

## Становништво
Према резултатима пописа становништва 2011. у општини је живело 261 становника.
| 1931. | 1936. | 1951. | 1961. | 1971. | 1981. | 1991. | 2001. | 2011. |
| ----- | ----- | ----- | ----- | ----- | ----- | ----- | ----- | ----- |
| 988   | 983   | 874   | 680   | 541   | 449   | 357   | 316   | 261   |